# Đinh Văn Huỳnh
Đinh Văn Huỳnh (sinh ở xã Đức Thủy - huyện Đức Thọ, Hà Tĩnh ) là nhà toán học gốc Việt, hiện là giáo sư emeritus tại Đại học Ohio, Hoa Kỳ.

## Sự nghiệp
Sau khi học xong chương trình phổ thông, ông được cử đi học ngành toán tại trường Đại học Martin-Luther Halle-Wittenberg, CHDC Đức và tốt nghiệp năm 1972.
Năm 1975, ông đã hoàn thành luận án tiến sĩ tại Đại học Martin-Luther Halle-Wittenberg dưới sự hướng dẫn của các GS Andor Kertész và Richard Wiegandt.
Sau khi về công tác tại Viện Toán học ở Hà Nội (1976), TS Đinh Văn Huỳnh lại được cử sang lại Đức để bảo vệ luận án Tiến sĩ khoa học (1983).
Năm 1991, ông được nhà nước Việt Nam phong học hàm Giáo sư.
Hiện nay, ông là giáo sư của Viện Toán học Việt Nam và của trường Đại học Ohio, Hoa Kỳ. Ngoài ra, ông còn là GS thỉnh giảng của nhiều trường Đại học và Viện nghiên cứu ở Đức, Hungary, Scotland, Tây Ban Nha, New Zealand, Australia, Hàn Quốc, Canada, Kuwait, Thailand và một số trường Đại học khác ở Hoa Kỳ.

## Đóng góp
GS Huỳnh là tác giả của hơn 99 công trình nghiên cứu khoa học được công bố trên các tạp chí toán học quốc tế có uy tín cao. Nhiều kết quả cũng như kỹ thuật trong các bài của GS đã góp phần giải quyết nhiều vấn đề mở trong chuyên môn Lý Thuyết Vành và Module.
GS Đinh Văn Huỳnh là đồng tác giả của cuốn chuyên khảo nổi tiếng
- Nguyen Viet Dung; Dinh Van Huynh; Smith, Patrick F.; Wisbauer, Robert. Extending modules. Pitman Research Notes in Mathematics Series, 313. Longman Scientific & Technical, Harlow, 1994. xviii+224 pp.

và đồng biên tập của các proceedings
- Algebra and its applications. Proceedings of the International Conference held at Ohio University, Athens, OH, March 25–28, 1999. Edited by D. V. Huynh, S. K. Jain and S. R. López-Permouth. Contemporary Mathematics, 259. American Mathematical Society, Providence, RI, 2000. xii+569 pp.
- Algebra and its applications. Papers from the International Conference held at Ohio University, Athens, OH, March 22–26, 2005. Edited by Dinh V. Huynh, S. K. Jain and S. R. López-Permouth with the cooperation of Pramod Kanwar. Contemporary Mathematics, 419. American Mathematical Society, Providence, RI, 2006. viii+319 pp.
- Advances in ring theory. Including papers from the International Conference on Algebra and its Applications held at Ohio University, Athens, OH, June 18–21, 2008. Edited by Dinh Van Huynh and Sergio R. López-Permouth. Trends in Mathematics. Birkhäuser/Springer Basel AG, Basel, 2010. x+345 pp.
- Ring Theory and Its Applications. Proceedings of the Ring Theory Session at the 31st Ohio State-Denison Mathematics Conference, held at The Ohio State University, Columbus, OH, May 25–27, 2012. Edited by Dinh Van Huynh, S. K. Jain, Sergio R. Lopez-Permouth, S. Tariq Rizvi, and Cosmin S. Roman. Contemporary Mathematics, 609. American Mathematical Society, Providence, RI, 2014.
- A Panorama of Mathematics: Pure and Applied. Proceedings of the Conference on Mathematics and its Applications–2014, held at Kuwait University, Safat, Kuwait, November 14–17, 2014. Edited by Carlos M. da Fonseca, Dinh Van Huynh, Steve Kirkland and Vu Kim Tuan. Contemporary Mathematics, 658. American Mathematical Society, Providence, RI, 2016.

Ông cũng là thành viên trong ban biên tập các tạp chí Journal of Algebra and Applications, Vietnam Journal of Mathematics, East-West Journal of Mathematics.